# Rhinopithecus brelichi
Espèce
Statut de conservation UICN

 EN B1ab(iii,v); C2a(ii) : En danger
Statut CITES
Rhinopithecus brelichi est une espèce de primate, un singes de la famille des Cercopithecidae appelé en français Rhinopithèque jaune doré,.
Le rhinopithèque jaune doré, comme le rhinopithèque brun et le rhinopithèque du Tonkin, est une des 21 espèces de primates d'Asie incluse entre 2000 et 2020 dans la liste des 25 espèces de primates les plus menacées au monde (figure dans cette liste en 2002).

## Dénomination
On le nomme aussi Rhinopithèque du Guizhou[réf. nécessaire].
Il est appelé Gray Snub-nosed Monkey ou Guizhou Snub-nosed Monkey en anglais.
Synonyme : Pygathrix brelichi

## Description
Corps et tête mesure 66 cm. La queue est de 55 à 77 cm.
Comme tous les singes rhinopithèques, il a un nez court aux narines orientées vers le haut et une large bouche.
Il vit dans les montagnes de Chine aux hivers rudes, à une altitude entre 2000 et 3000 m, comme le rhinopithèque brun et le rhinopithèque de Roxellane ; c'est pourquoi il a une fourrure très épaisse.
Il mange des feuilles, des fleurs et des fruits ; et l'hiver, il cherche sous la neige des lichens et des bourgeons.

## Distribution
Ce singe est endémique de la réserve naturelle de Fanjingshan dans les monts Wuling au Guizhou en Chine. Ses aires de répartition ont rétréci sous l'effet du changement climatique, après la dernière ère glaciaire.

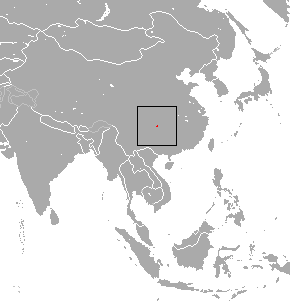
Aire de répartition du rhinopithèque jaune doré

## Publication originale
- Thomas, 1903 : Mr Oldfield Thomas on a new monkey. Proceedings of the Zoological Society of London, vol. 1903, n. 1, p. 224-225.